# كلينت بلوم
كلينت بلوم (بالإنجليزية: Clint Blume)‏ هو لاعب كرة قاعدة أمريكي، ولد في 17 أكتوبر 1898 في بروكلين في الولايات المتحدة، وتوفي في 12 يونيو 1973 في آيسلب في الولايات المتحدة.

## وصلات خارجية
- كلينت بلوم على موقعبيزبول رفرنس.كوم (الدوري الرئيسي) (الإنجليزية)
- كلينت بلوم على موقعبيزبول رفرنس.كوم (الدوري الثانوي) (الإنجليزية)